# Trophy Club, Texas
Trophy Club là một thị trấn thuộc quận Denton, tiểu bang Texas, Hoa Kỳ. Năm 2010, dân số của thị trấn này là 8024 người.

## Dân số
- Dân số năm 2000: 6350 người.
- Dân số năm 2010: 8024 người.